# メタル侍
『メタル侍』（メタルざむらい）は日本のオリジナルビデオ。コロムビアミュージックエンタテインメント販売。BS11にて放送された。

## ストーリー
浪人 松平出洲之進（以下出っさん）は、食事処おたふくの看板娘おみつに惚れていて、いつもくされ縁である岡引きの平八親分と一緒におたふくでまったりしている。
見た目の割にはシャイな性格で、おみつや周囲に自分の想いを伝えきれないでいる。
そんな出っさんだが、彼にはヘヴィメタラーとしてのもう一つの顔がある。
南町奉行のお奉行様と廻船問屋越後屋の陰謀に毎回巻き込まれ、貞操の危機にさらされるおみつと平八親分。
それを毎回助け出すためにメタル侍となってメタル技48手を毎回繰り出す。
おみつは、クールでシャイなあんちくしょうのメタル侍の正体が出っさんだと知らずに憧れてしまう。

## 登場人物
- 松平出州之進（ゲイリー・ジェイ・コフマン：Gary Jay Coffman）
- おみつ（三津谷葉子）
- 平八（国木田かっぱ）
- 松五郎（大矢敬典）
- 越後屋/お絹（木下通博）
- お奉行（高橋弘志）
- 竜次（堀田貴裕）
- 六助（窪田弘和）
- お絹（大音奈々）
- お岩（渋谷めぐみ）
- 鯖酢藩の姫君（三津谷葉子）
- 怪盗赤頭巾（三津谷葉子）
- 偽メタル侍（堀田貴裕）
- メタルゴッド（?）
- ナレーター（国木田かっぱ）

## 各話リスト
| 話数   | サブタイトル                                               | DVD収録巻 |
| ------ | ---------------------------------------------------------- | --------- |
| 第1話  | 出っさん大失恋!おみつの心はヤツのもの。メタル侍ここに見参! | 1巻       |
| 第2話  | ドキッ♥おみつの湯煙事件簿 暴けお父っちゃんの謎?!           | 1巻       |
| 第3話  | ヤンチャ姫危機一髪!アタイがワラワでワラワがアタイ?         | 2巻       |
| 第4話  | 二代目はおみっちゃん。カイカン!メタル任侠道!!              | 2巻       |
| 第5話  | 犯人は出洲之進!?お江戸にケンザ〜ン!偽メタル?               | 2巻       |
| 第6話  | おみつの秘忍法帳とどけ鋼鉄愛バラード!                      | 2巻       |
| 第7話  | 平八炎上!おみつの花魁ストーリー                            | 3巻       |
| 第8話  | 犯人はおみっちゃん?参上女おみつ小僧                        | 3巻       |
| 第9話  | さよなら平八親分!回りまわってウラメシヤ?                   | 3巻       |
| 第10話 | 男ならやってみな!ヘヴィメタガッツでやってみろ!             | 3巻       |
| 第11話 | 出っさんのトキメキ大作戦 届け新バラード!おみつの胸に!      | 4巻       |
| 第12話 | 転交性!アタイが拙者で拙者がアタイ                          | 4巻       |
| 第13話 | さよならメタル侍!おみつの愛は永遠に                        | 4巻       |

## メタル技
- 第1話 鋼鉄六弦落下
- 第2話 鋼鉄激炎射
- 第3話 打六鋼撃弦鉄
- 第4話 鋼鉄多人数突進
- 第5話 鋼鉄瞳撃打
- 第6話 鋼鉄弦首絞
- 第7話 鋼鉄拡声器連打
- 第8話 鋼鉄怒羅無乱舞
- 第9話 鋼鉄頭部震源地

## 貢物
- 第1話 落雁
- 第2話 鯛形の箱
- 第3話 高級鮑の箱
- 第4話 生け花の下の箱
- 第5話 反物の下
- 第6話 重箱の中
- 第7話 走りながら手渡し
- 第8話 徳利の下から
- 第9話 増鏡（本）の中

## スタッフ
- 監督・脚本 - 兼崎涼介
- 製作 - 廣瀬禎彦、奈村協
- プロデューサー - 原康晴、笠倉堅之、福島一貴、松本哲也
- 製作統括 - 高橋剣

## 挿入歌・主題歌
- Missing Emotion/STRUSH
- Give me your love/STRUSH
- Lovin' you/STRUSH
- 光線〜Flashback〜/六九家裕光
- 鼓動〜Heart Throb〜/六九家裕光
- お江戸〜Old Edo Rap〜/六九家裕光
- 天の河〜Starlight River〜/六九家裕光
- 哀愁〜Latin Shamisen〜/六九家裕光

## 商品情報
- 『メタル侍 第壱巻』2008年11月19日（COBM-60032）
- 『メタル侍 第弐巻』2008年12月17日（COBM-60033）
- 『メタル侍 第参巻』2009年1月21日（COBM-60034）
- 『メタル侍 第四巻』2009年2月18日（COBM-60035）